# Luis Zurdo
Luis Zurdo Martín fue un oficial de la Guardia Civil, conocido por el papel que jugó en la represión en Córdoba al comienzo de la guerra civil española.

## Biografía
Implicado en la conspiración militar contra la República, el coronel Ciriaco Cascajo lo situó al frente de la comandancia de la Guardia Civil.
El 16 de agosto fue nombrado delegado de Orden público, practicando lo que algún autor ha venido en denominar «fusilamientos en masa». Entre algunos de los fusilados más conocidos están el librero y editor Rogelio Luque, el abogado Rafael Aparicio de Arcos, el distinguido epidemiólogo Sadí de Buen Lozano, el presidente de la diputación José Guerra Lozano o el joven fiscal Gregorio Azaña Cuevas. En septiembre fue sustituido por el comandante Bruno Ibáñez, que aumentó la intensidad de la represión.
Durante el resto de la contienda ocupó diversos puestos de responsabilidad en la Guardia Civil.